# Kai Herdling
Kai Herdling (Heidelberg, 1984. június 27. –) német labdarúgó.